# محافظة بيتا
بيتا هي محافظة غينية تقع في إقليم مامو. عاصمتها هي بيتا. تبلغ مساحة المحافظة 4320 كيلومتر مربع ويقدر عدد سكانها بـ 266،000 نسمة.

## المحافظات الفرعية
تنقسم المحافظة إدارياً إلى 12 محافظة فرعية :
1. بيتا مركز
2. بنتينيل
3. بوروال تابي
4. دنغول توما
5. غنغور
6. لي ميرو
7. ماسي
8. نينغيلاندي
9. سانغاريه
10. سينتالي
11. تمبي مدينة
12. تمبي توني